# Digital signalbehandling
Digital signalbehandling (DSP, digital signal processing) er studiet af signaler i en digital repræsentation og signalbehandlingsmetoder af denne.
DSP og analog signalbehandling er delmængder af signalbehandling. Den har disse store underemner: audio signalbehandling og digital billedbehandling. 
I digital signalbehandling studeres de digitale signaler almindeligvis i en af disse funktionsrum: tidsfunktionsrum (en-dimensionelle signaler), rumlige funktionsrum (multidimensionelle signaler), frekvensfunktionsrummet, autokorrelationfunktionsrummet og waveletfunktionsrummet. Man vælger et funktionsrum på baggrund af et velbegrundet gæt, som bedst kan repræsentere signalets essentielle karaktertræk.
Et måleinstrument kan give en følge af diskretiseringsværdier i tidsfunktionsrummet eller et rumligt funktionsrum.
Den diskrete Fourier-afbildning (FFT) giver frekvensfunktionsinformation.